# Odbojkaški klub Vizura
O Odbojkaški klub Vizura  (em sérvio:ЖОК Визураа) é um clube de voleibol feminino fundado em 2004, ocorrendo a dissolução em 2012 e refundação em 2014, cuja sede é em Belgrado

## História
O departamento de voleibol feminino foi criado em 2003, com nome Vizura Sport,  e as filhas do presidente do clube, Zoran Radojičić,começaram a treinar no Košarkaški klub Mladost Zemun, ocorreu a parceria com este clube devido a má situação financeira, quando alcançou a promoção a Primeira Liga B, conquistando o acesso a elite na temporada 2008-09 para não mais ser rebaixado, obtendo a melhor colocação na temporada 2010-11, quando avançou as finais e terminou com o vice-campeonato sendo derrotado pelo Estrela Vermelha, e perdendo para este mesmo clube nas finais da Copa da Sérvia nas temporadas 2010-11, 2012-13 e 2013-14, classificou-se  e disputou a Copa CEV 2010-11 e a Challenge Cup 2010-11.
A partir da jornada esportiva 2010-11 houve um grande nas categorias de base, um trabalho jamais deixado pelo clube que possui seu próprio centro de formação para todas as categorias de base, obtendo êxito nas competições regionais e nacionais, bem como resultados expressivos em torneios internacionais, lançando um número considerável de aletas para as seleções nacionais.
No final da temporada 2012-13 o clube deixa de existir após a fusão com clube masculino de Odbojkaški klub Partizan, ocasião da reabertura do time feminino, o Ženski odbojkaški klub Partizan, conquistando o terceiro lugar nacional, a parceria durou até 2014, na época treinado pelo técnico Darko Zakoč, terminando com o título nacional, e depois o Vizura retorna a utilizar o nome original na temporada 2014-15, quando conquistou o título da Supercopa da Sérvia, da Copa da Sérvia e do Campeonato Sérvio pela primeira vez (sem a parceria anterior), na época capitaneado pela Bianka Buša e contava também com Tijana Bošković, e participaram da conquista do primeiro título nacional do clube na jornada 2014-15.
Nova capitã do time foi Ljiljana Ranković na temporada 2015-16, quando disputou a Liga dos Campeões da Europa e obtendo o título nacional.

### Títulos conquistados
Campeonato Sérvio
- Campeão:2013-14, 2014-15, 2015-16,  2016-17,2017-18[1]
- Vice-campeão:2010-11[1]
- Terceiro posto:2011-12, 2012-13[1]
- Quarto posto:2018-19

 Copa da Sérvia
- Campeão: 2011-12, 2014-15, 2015-16[1]
- Vice-campeão:2010-11, 2012-13, 2013-14, 2016-17[1]
- Terceiro posto:2011-12[1]
- Quarto posto:2017-18[1]

  Supercopa Sérvia
- Campeão: 2014-15, 2015-16,2017-18, 2018-19[1]

 Liga dos Campeões da Europa
 Copa CEV
 Challenge Cup
 Mundial de Clubes